# جیجاق‌های پیسه
جیجاق‌های پیسه یا جیجاق‌های زاغی یا جیجاق‌های کاکل‌دار (نام علمی: Calocitta) نام یک سرده از تیره کلاغان است.

## گونه‌ها
- جیجاق پیسه گلوسیاه، Calocitta colliei
- جیجاق پیسه گلوسفید، Calocitta formosa